# یان پایننبورخ
یان پایننبورخ (هلندی: Jan Pijnenburg; ۱۵ فوریهٔ ۱۹۰۶ – ۲ دسامبر ۱۹۷۹) دوچرخه‌سوار اهل هلند بود.
وی در مسابقات کشوری و بین‌المللی در مجموع برندهٔ ۱ مدال نقره شده‌است.